# SpaceX Crew-8
SpaceX Crew-8 fue el octavo vuelo operativo tripulado de la tripulación comercial de la NASA de una nave espacial Crew Dragon, y el decimocuarto vuelo orbital tripulado en general. La misión se lanzó en el 4 de marzo de 2024.
La misión Crew-8 transportó a cuatro miembros de la tripulación a la Estación Espacial Internacional (ISS). Tres astronautas de la NASA , Matthew Dominick , Michael Barratt y Jeanette Epps , y un cosmonauta de Roscosmos , Alexander Grebenkin , fueron asignados a la misión. Jeanette Epps estuvo previamente asignada a misiones de Boeing Starliner .

## Tripulación
| Puesto                   | Astronauta                                                     | Astronauta                                                     |
| ------------------------ | -------------------------------------------------------------- | -------------------------------------------------------------- |
| Comandante               | Matthew Dominick, NASA Expedición 70 / 71 Primer vuelo         | Matthew Dominick, NASA Expedición 70 / 71 Primer vuelo         |
| Piloto                   | Michael R. Barratt, NASA Expedición 70 / 71 Tercer vuelo       | Michael R. Barratt, NASA Expedición 70 / 71 Tercer vuelo       |
| Especialista de Misión 1 | Jeanette J. Epps, NASA Expedición 70 / 71 Primer vuelo         | Jeanette J. Epps, NASA Expedición 70 / 71 Primer vuelo         |
| Especialista de Misión 2 | Alexander Grebenkin, Roscosmos Expedición 70 / 71 Primer vuelo | Alexander Grebenkin, Roscosmos Expedición 70 / 71 Primer vuelo |

## Misión
La octava misión operativa de SpaceX en el Programa de Tripulación Comercial se lanzó a las 3:54 UTC el 4 de marzo de 2024.